# El Diablo
El Diablo é um nome compartilhado por personagens fictícios de histórias em quadrinhos publicadas pela editora estadunidense DC Comics. O primeiro, Lazarus Lane, apareceu pela primeira vez em All-Star Western #2 (Outubro de 1970) e foi criado por Robert Kanigher e Gray Morrow.  O segundo, Rafael Sandoval, apareceu em título próprio, El Diablo #1 (Agosto de 1989), criado por Gerard Jones e Mike Parobeck. O terceiro Chato Santana.

## Histórico ficcional
O El Diablo, Lazarus Lane é um dos personagens de faroeste da DC Comics, ao lado de Jonah Hex e Bat Lash, depois esse mesmo personagem ganhou uma revista solo pela Vertigo escrita por Brian Azzarello. O segundo El Diablo chamado Rafael Sandoval já foi vilão da Liga da Justiça em algumas edições. O terceiro é Chato Santana é um Robin Hood moderno. Ele trafica drogas e é um ser humano desprezível, mas é um benfeitor para seus amigos e vizinhos. Líder de gangues que se torna El Diablo após encontrar Lazarus Lane, o El Diablo original. É importante ressaltar, Lazarus Lane foi o El Diablo no velho oeste e Rafael Sandoval apenas se apossou do nome nos dias atuais. Os dois existem na mesma cronologia.

### Lazarus Lane
Lane é um bancário que é posto em coma por uma quadrilha de assaltantes. Recupera-se miraculosamente (assim como o bíblico Lázaro) graças a um xamã (Shaman), e decide se tornar o vigilante El Diablo. 

### Rafael Sandoval
Um motoqueiro e boxeador do Texas, decide colocar uma máscara para combater o crime sob a identidade de El Diablo. Essa história se passa nos dias atuais, da época, e essa nova versão do personagem chega a aparecer em uma história da Liga da Justiça, e na série Vilões Unidos, quando a Oráculo convoca todos os heróis disponíveis para impedir uma fuga em massa das prisões de super vilões.

### Chato Santana
Era membro de uma gang. Em uma das suas missões criminosas foi alvejado pela polícia, indo parar no hospital. No local, Chato entra em contacto com Lazarus Lane, o El Diablo original. Lazarus estava quase morrendo e começa a transferir seus poderes para Chato. Os poderes foram totalmente transferidos assim que Lane morreu. Chato Santana era agora o novo El Diablo e aproveitou os seus novos poderes para incendiar um prédio de um gang rival. Mas depois de ter destruído o edifício todo, ele acabou descobrindo que não tinha matado apenas gângsters mas também famílias inocentes. Transtornado pelo que tinha feito, Chato decide entregar-se à polícia de livre e espontânea vontade.

##### Poderes e curiosidades
Os poderes de El Diablo são resumidos como o clássico controle sobre o fogo. Ele pode gerar e manipular chamas. Além disso possuiu uma tendência violenta que costuma ser assustadora. Curiosamente os seus poderes estão ligados às suas tatuagens. Cada vez que ele lança uma chama, uma tatuagem do seu corpo desaparece. Desta forma Chato está constantemente fazendo novas tatuagens. Além de produzir chamas, ele consegue controlar o fogo (mesmo o que não foi criado por ele) e é resistente a altas temperaturas.Sua aparência, tatuagens e principalmente tatuagem nos olhos e seu nome de vilão são uma referência à gangue salvadorenha MS-13.

## Outras mídias
Lazarus Lane aparece em no episódio The Once and Future Thing, Part 1: Weird Western Tales de Liga da Justiça Sem Limites. Essa versão foi inspirada em Zorro.

### Esquadrão Suicida
No cinema, El Diablo é um dos personagens principais no filme Esquadrão Suicida, interpretado por Jay Hernandez. Nesta versão seu alter ego é Chato Santana, um dos integrantes do Esquadrão Suicida, equipe formada por vilões mais perigosos da Terra, e reunidos por Amanda Waller. Ao lado estão Pistoleiro e Arlequina.